# ويلهلم فون ليزلي
ويلهلم فون ليزلي (بالألمانية: Wilhelm von Leslie) هو كاهن كاثوليكي نمساوي، ولد في 1657، وتوفي في 4 أبريل 1727 في ليوبليانا في سلوفينيا.